# Krásno nad Teplou
Krásno (deutsch Schönfeld, früher tschech. auch Synfelt) ist eine Stadt im Okres Sokolov in Tschechien. Sie hat 660 Einwohner.

## Geographie

### Geographische Lage
Die Stadt liegt in Nordwestböhmen im Kaiserwald (Slavkovský les) in der Nähe von Horní Slavkov (Schlaggenwald). Der Ort war einst für seinen Bergbau auf Zinn- und Wolframerz bekannt; der letzte Schacht schloss Anfang der 1990er Jahre.

### Gemeindegliederung
Für die Stadt Krásno sind keine Ortsteile ausgewiesen. Grundsiedlungseinheiten sind Dolní Hluboká (Untertiefenbach), Háje (Rabensgrün), Krásno (Schönfeld) und Milešov (Müllersgrün).
Das Gemeindegebiet gliedert sich in die Katastralbezirke Dolní Hluboká, Háje nad Teplou, Krásno nad Teplou und Milešov.

## Geschichte

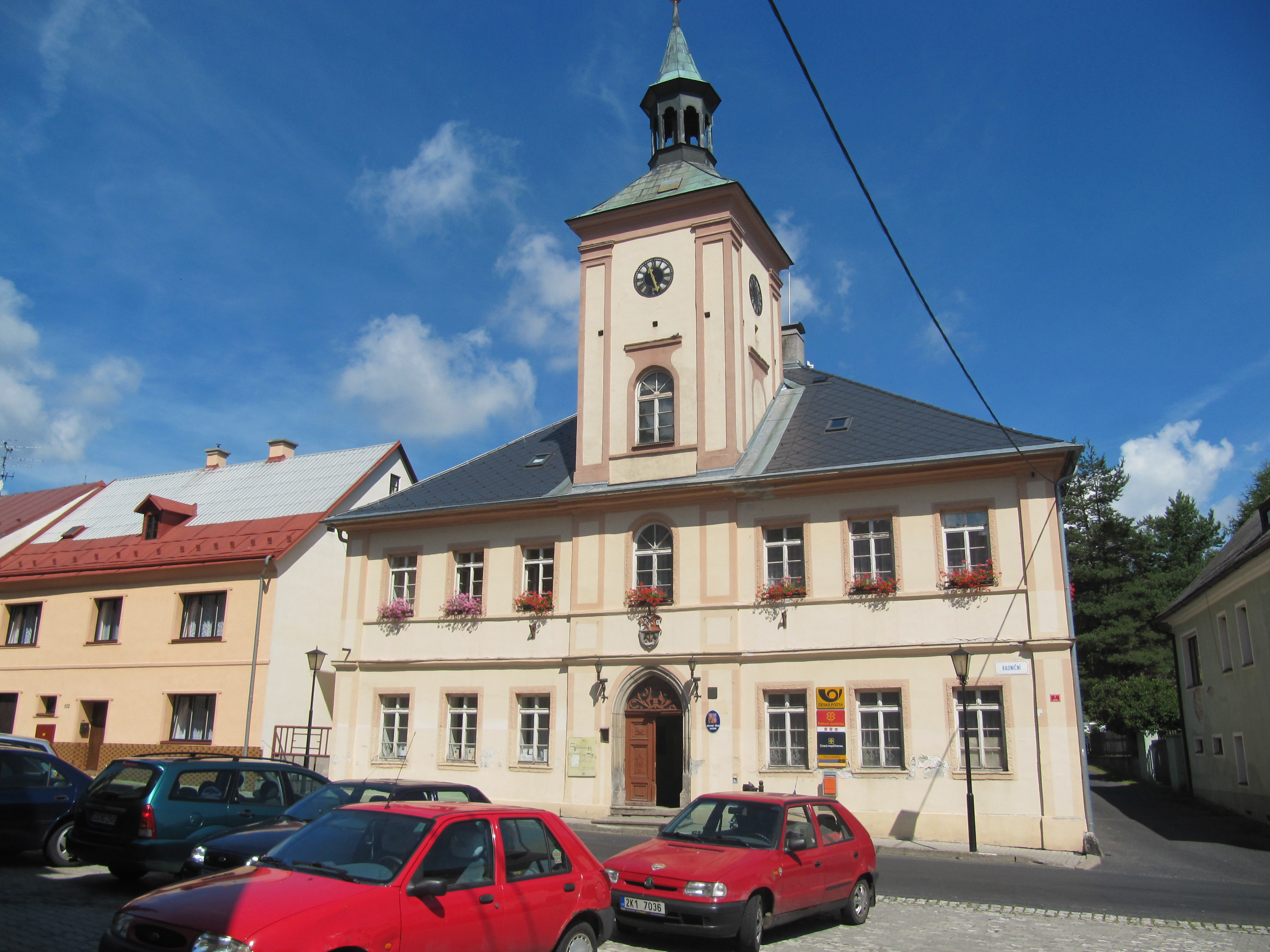
Rathaus

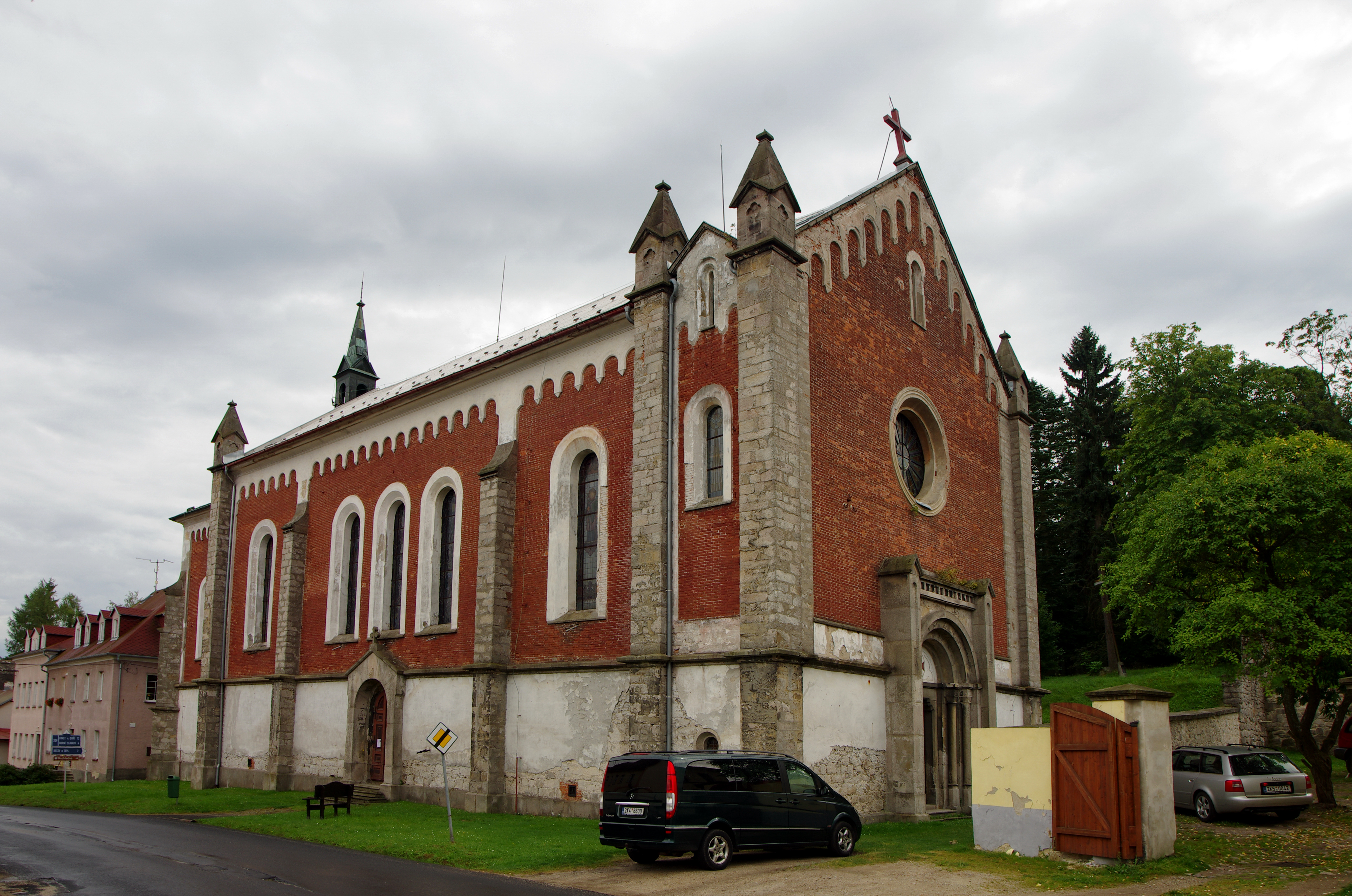
Katharinenkirche

Schönfeld, eine der ältesten Bergstädte Böhmens, gehörte früher mit den Bergstädten Schlaggenwald, Lauterbach und der Herrschaft Petschau einem Grundherren. Die Stadt entstand aus einer Bergbausiedlung und erhielt 1355 von den Brüdern Slauko und Boresch von Riesenburg 1355 das Recht der Gerichtsbarkeit und der Verwaltung der Zinnförderung in der Region von Petschau. 1380 folgte das Stadtrecht, verliehen von Boresch von Riesenburg. 1547 bestätigte Kaiser Ferdinand I. die von Heinrich von Plauen verliehenen Privilegien und erhob Schönfeld zur Königlichen Bergstadt mit eigenem Wappen.
Schönfeld wurde der Berghauptmannschaft Schlaggenwald untergeordnet. 1578 erteilte Kaiser Rudolph II. Schönfeld neue Privilegien. 1793 gründete sich ein Armen-Institut, das 1845 ein Stammvermögen von 4915 fl. besaß. 1847 zählte Schönfeld 403 Häuser mit 2894 Einwohnern, eine Pfarrkirche zur hl. Katharina, eine Pfarrei, eine Schule (sämtlich unter k. k. Bergpatronat), ein Rathaus mit Wirtshaus, ein Brauhaus, zwei andere Wirtshäuser und Mühlen. Die Stadtbehörde bestand 1847 aus einem Magistrat, Bürgermeister und Rat. Der Zinn-Bergbau war bereits im 19. Jahrhundert größtenteils eingegangen.
Außerhalb von Schönfeld lagen die Einschichten Einöde mit zehn Hausnummern, die der Stadtgemeinde gehörende Grundmühle, die Maria-Schönfelder-Zeche, die Kapelle zum hl. Philipp und Jakob und das Teilhäusel. Die Pfarrkirche soll laut Errichtungsbücher 1404 als Filialkirche gegründet worden sein und enthielt ein Gnadenbild, zu dem früher Wallfahrten stattfanden. Die eigene Pfarrei dürfte erst nach dem Dreißigjährigen Krieg entstanden sein. Zum Pfarrsprengel gehörte die Stadt und umliegenden Einschichten. Nach Aufhebung der Patrimonialgerichtsbarkeit gehörte Schönfeld zum Gerichtsbezirk Elbogen.
An den Bergbau auf Zinn, teils auch Silber, zeugten zahlreiche Halden und Pingen und die bis Mitte des 19. Jahrhunderts von Privatgewerken betriebene Maria-Schönfeld-Zeche. Der für die Flößung und Betrieb der Pochwerke und Schmelzhütten dienende künstliche „Flößgraben“ ließ Anfang des 16. Jahrhunderts Johann Pflug von Rabenstein und sein Bruder Kaspar Pflug erbauen. Die künstliche Wasserleitung lief von den Königswarter Teichen bis zur Einschicht Teilhäusel, wo der Hauptarm rechts nach Schlaggenwald und links nach Schönfeld abzweigte.
Nach dem Ersten Weltkrieg wurde Schönfeld der neu geschaffenen Tschechoslowakei zugeschlagen. Aufgrund des Münchner Abkommens kam der Ort an das Deutsche Reich und gehörte bis 1945 zum Landkreis Elbogen, Regierungsbezirk Eger, im Reichsgau Sudetenland. Nach dem Krieg wurde Schönfeld in Krásno (krásno = schön) umbenannt. Die deutschen Einwohner der Stadt wurden 1945 enteignet und vertrieben. Seit dem 12. April 2007 ist Krasno nach vorübergehendem Verlust der Stadtrechte wieder eine Stadt.

### Einwohnerentwicklung
Bis 1945 war Schönfeld überwiegend von Deutschböhmen besiedelt, die vertrieben wurden.
| Jahr | Einwohner | Anmerkungen         |
| ---- | --------- | ------------------- |
| 1785 | k. A.     | 315 Häuser          |
| 1830 | 2518      | in 396 Häusern      |
| 1847 | 2894      | in 403 Häusern      |
| 1900 | 3084      | deutsche Einwohner  |
| 1921 | 2318      | davon 2272 Deutsche |
| 1930 | 2132      | [ 11 ]              |
| 1939 | 1995      | [ 11 ]              |

| Jahr      | 1970  | 1980  | 1991  | 2001  | 2003 |
| --------- | ----- | ----- | ----- | ----- | ---- |
| Einwohner | 1 250 | 1 138 | 1 086 | 1 002 | 976  |

## Kultur und Sehenswürdigkeiten
Das Bergbaumuseum Krásno befindet sich an der Stelle der historischen Zinngrube Wilhelmschacht (Vilém), die auf dem Gellnauer Gangsystem gegründet ist und mit einigen Unterbrechungen bis in die 1990er Jahre in Betrieb war.

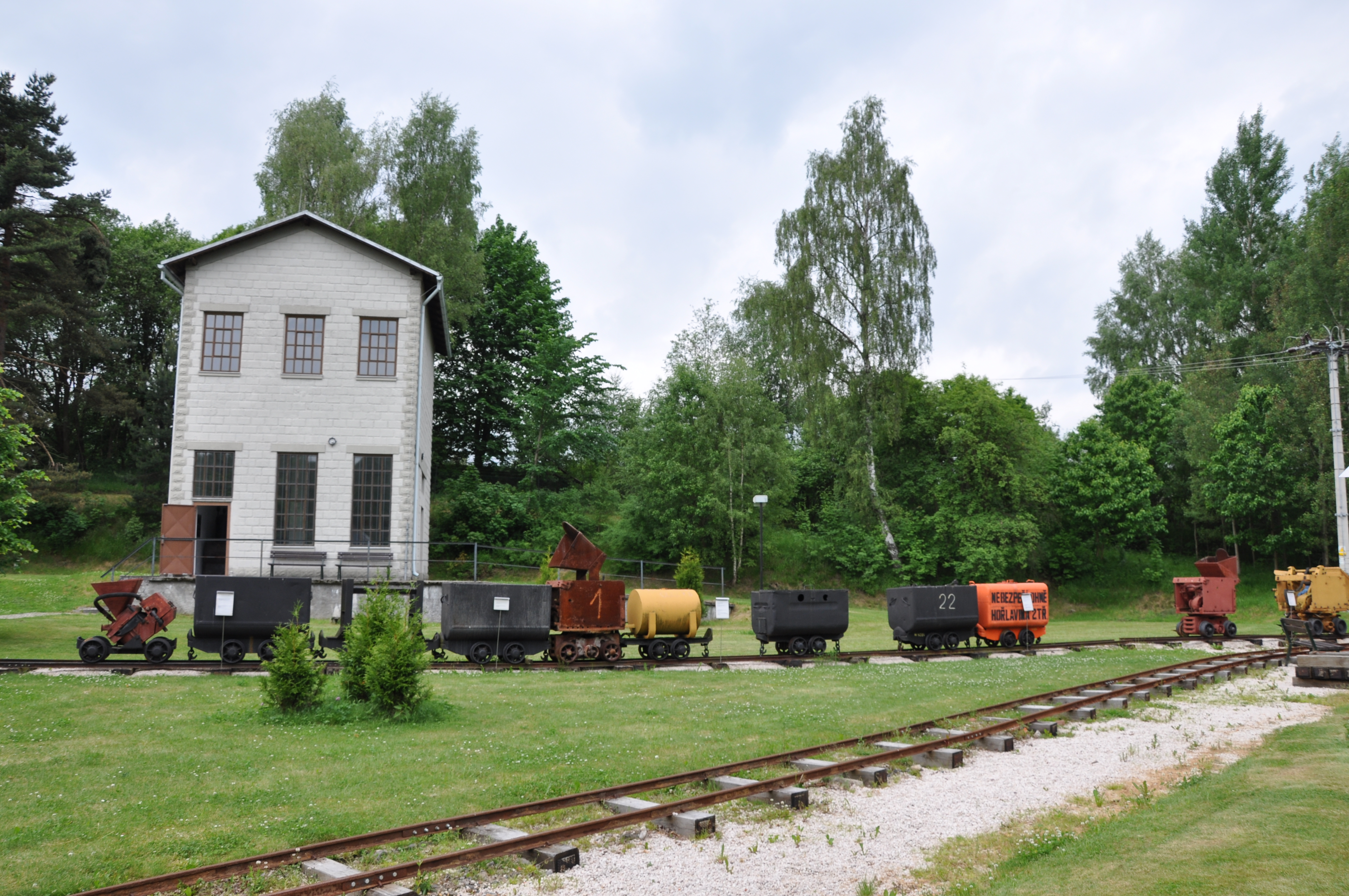
Bergbau-Museum
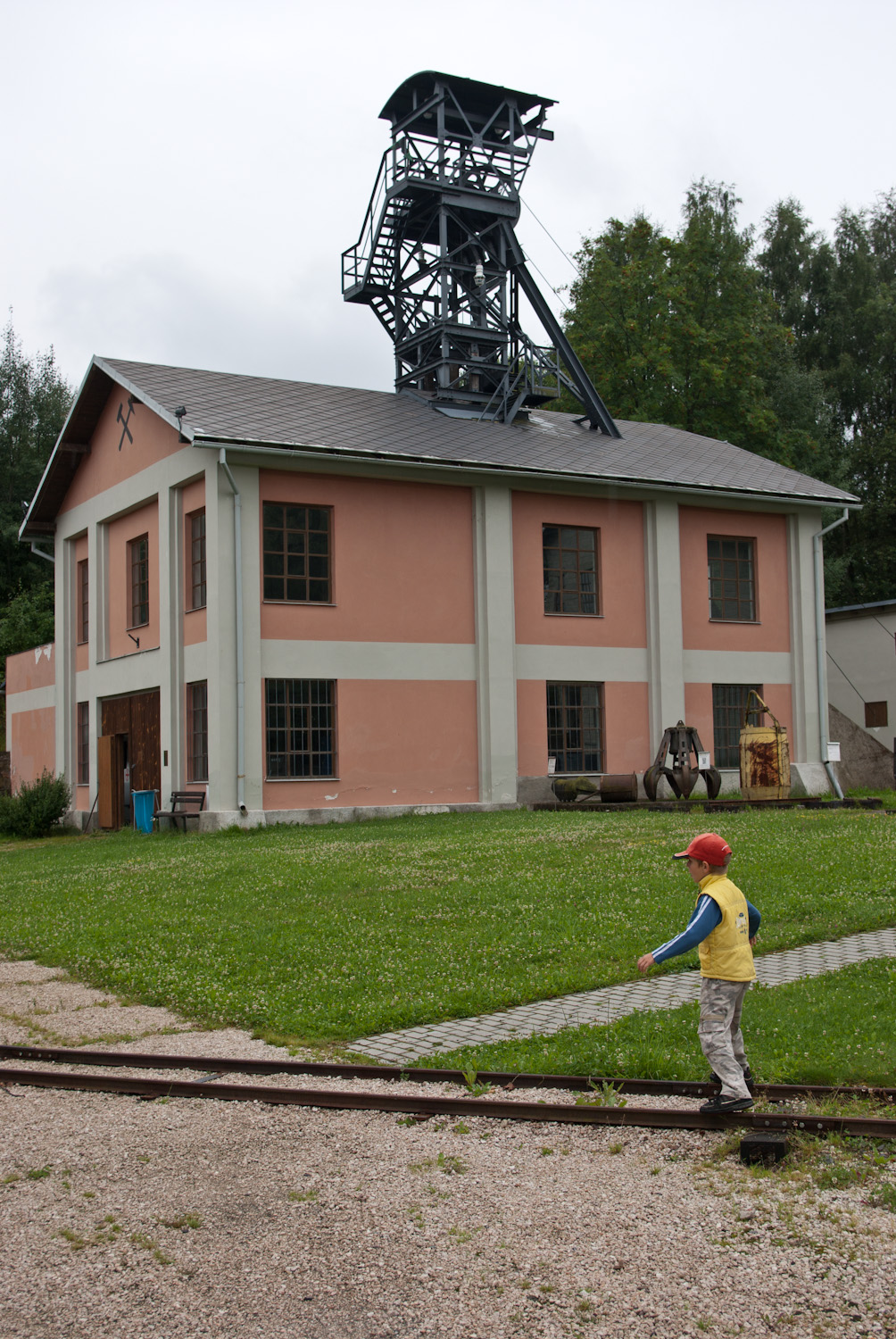
Stillgelegte Schachtanlage
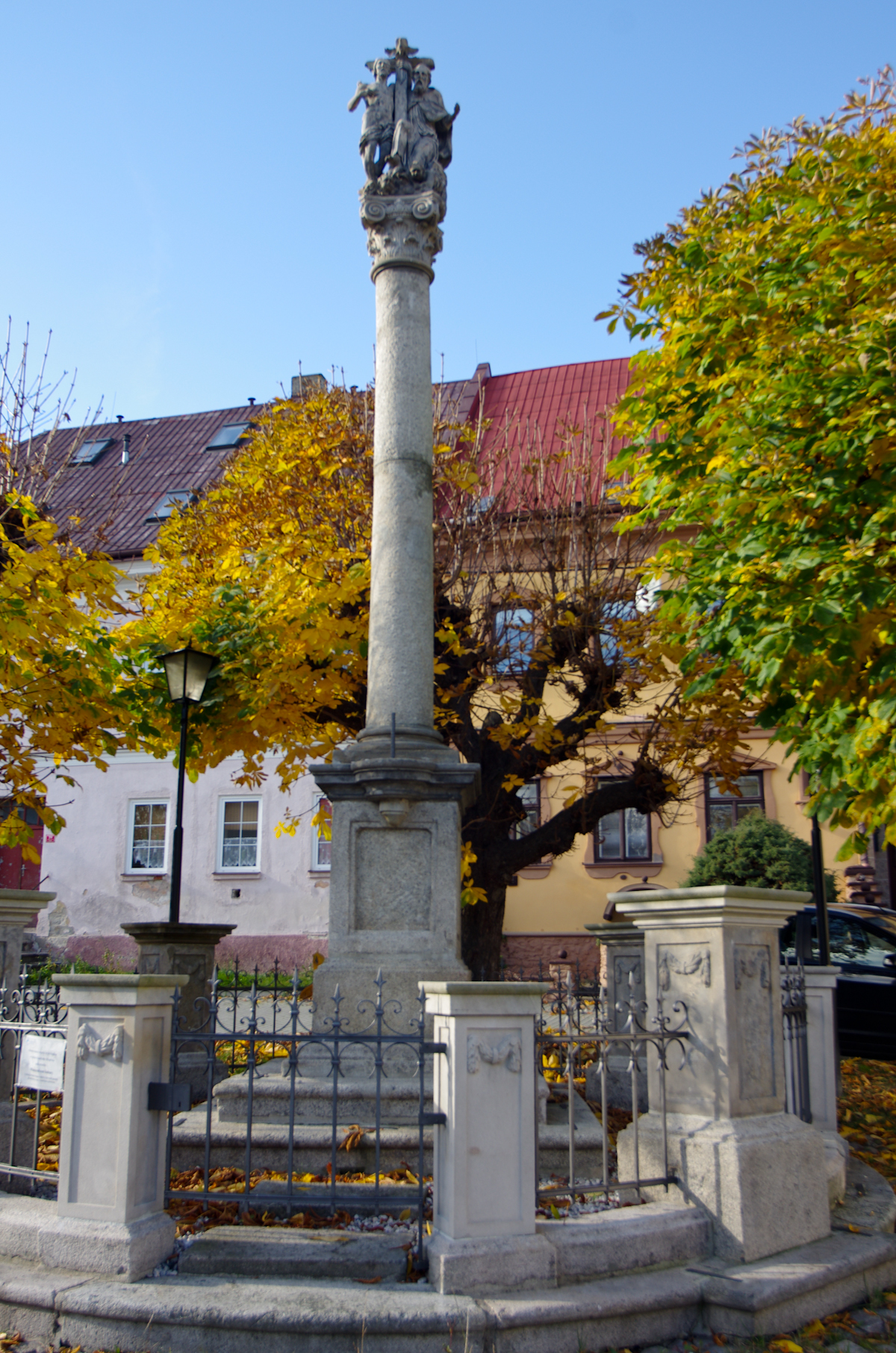
Denkmal
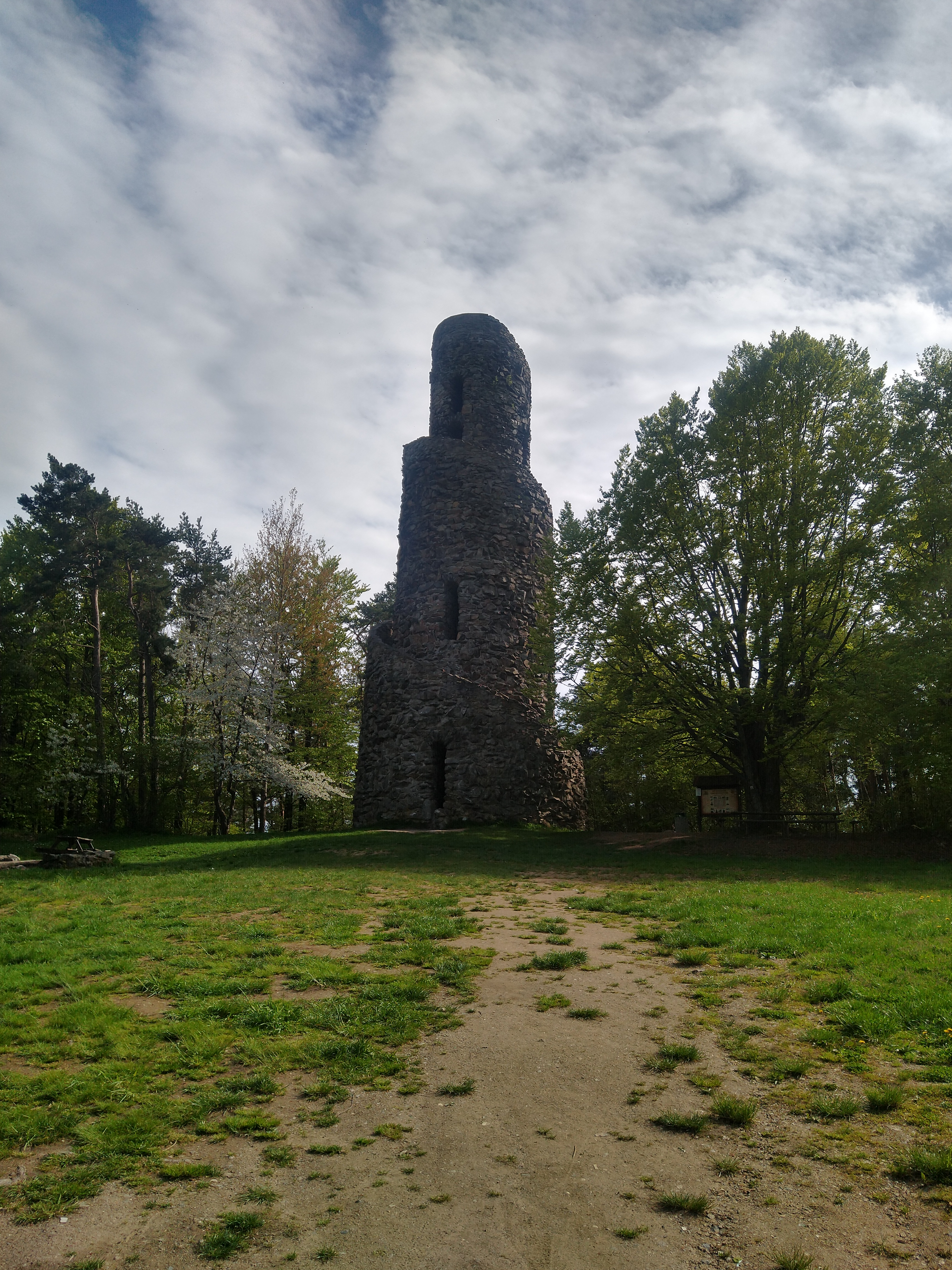
Aussichtsturm

## Söhne und Töchter der Stadt
- Johann Josef Stark (etwa 1700–1748), Maler aus der Zeit des Barock
- Joseph Labitzky (1802–1881), Komponist
- Johann Caspar Ferdinand Fischer (1656–1746), Komponist der Barockzeit
- Karl Wilfert (1847–1916), Bildhauer
- Wilhelm Gerstner (1864–1927), Maler
- August Roth (1864–1952), österreichischer Maler
- Franz Floth (* 1868), Dichter und Heimatkundler
- Willibald Ruß (1888–1974), Bildhauer, schuf die Statue Goethes in Marienbad (Mariánské Lázně) sowie Kachelmosaiken, die das Leben auf dem Dorf und die vier Jahreszeiten darstellen. Die Werke sind jetzt im Museum Cheb (Eger) ausgestellt